# 十一胞體
在幾何學中，十一胞體是指有11個胞或維面的多胞體。當一個十一胞體的所有胞或維面都是正圖形且都全等且每個頂點也都相等時，則該十一胞體稱為正十一胞體。四維或四維以上的空間僅有兩個維度存在正十一胞體，也就是說正十一胞體一共有兩種，位於四維和十維空間中。其中，位於四維空間中的正十一胞體是一個抽象正多胞形、位於十維空間中的正十一胞體是一個單純形。

## 四維十一胞體
在四維空間中，十一胞體由11個多面體組成。

### 抽象多胞形
在四維空間中，有一種在抽象正多胞形（射影多胞體）是由十一胞體，即四維正十一胞體，由11個半二十面體組成。

### 半正多胞形
在四維空間中，有三種柱體柱是由11個多面體組成：三角八角柱體柱、四角七角柱體柱和五角六角柱體柱。
| 名稱           | 考克斯特 施萊夫利                         | 胞                  | 圖像 | 展開圖 |
| -------------- | ----------------------------------------- | ------------------- | ---- | ------ |
| 三角八角柱體柱 |                                           | 3個八角柱 8個三角柱 |      |        |
| 四角七角柱體柱 | node_1 · 4 · node · 2 · node_1 · 7 · node | 4個七角柱 7個立方體 |      |        |
| 五角六角柱體柱 | node_1 · 5 · node · 2 · node_1 · 6 · node | 5個六角柱 6個五角柱 |      |        |

## 高維度的十一胞體
在五維以上的十一胞體通常是九胞體的柱體或十胞體的錐體等，然而十維空間中有一個正多胞體是由十一個胞組成，即十維正十一胞體。